# UCTE

Блакитним позначені країни-учасники UCTE

Спілка з координації передачі електроенергії (англ. Union for the Co-ordination of Transmission of Electricity, UCTE) — колишнє енергетичне об'єднання європейських країн, засноване у 1951. Було ліквідоване у 2009 шляхом об‘єднання з ENTSO-E (Європейською мережею системних операторів з передачі електроенергії). Об'єднання було одним з найбільших енергооб'єднань у світі та відповідало за координацію роботи та розширення європейського об'єднання електромереж, що надавали послуги понад 400 млн споживачів. Членами спілки було 34 фірми з 22 країн.
Синхронно з UCTE працювала виділена частина енергосистеми України — т. зв. «Бурштинський енергоострів» (або просто Бурштинський острів), утворений з Бурштинської ТЕС, Калуської ТЕЦ та і Теребля-Рікської ГЕС і прилеглими електричними мережами. 
З 1 липня 2009 року діяльність спілки було інтегровано у ENTSO-E, що взяла на себе виконання обов'язків 6 європейських об'єднань системних операторів, включаючи UCTE. Саму спілку було ліквідовано 1 липня 2009. В останній рік існування UCTE об'єднувала 29 системних операторів з 24 країн континентальної Європи.